# Windows Oldalsáv
A Windows Oldalsáv egy minialkalmazás-kezelő rendszer a Microsoft Gadgets-hez, ami a Windows asztalhoz van rögzítve. Az Oldalsáv a Windows Vistához lett először mellékelve, de a Windows Server 2008-hoz is elérhető választható kiegészítőként. Az oldalsáv minialkalmazásai különböző feladatokat képesek elvégezni, úgy mint megjelenítik az időt, a dátumot vagy mutatják az aktuális CPU terhelést. A Vistában számos ilyen alkalmazás található, de mindenki kifejlesztheti a saját kisalkalmazását is.

## Áttekintés
Az Oldalsáv minialkalmazásokat vagy Gadget-eket tartalmaz amik a Szkript és a HTML egybeépülésén alapulnak. Általában különféle információkat jelenítenek meg úgy mint a rendszeridőt, Internetes szolgáltatásokat, például RSS híreket, illetve vezérelhetnek külső alkalmazásokat is, mint a Windows Media Player. A minialkalmazások beépülhetnek az Oldalsávba vagy szabadon lebeghetnek az asztalon. Az is megoldható, hogy egy alkalmazásnak több példányát is futtassuk egyszerre.
A Windows Vista összesen tizenegy kisalkalmazást tartalmaz: Naptár, Óra, Névjegyalbum, CPU-terhelés mérő, Valutaátváltó, RSS hírolvasó, Feljegyzések, Képkirakó játék, Diavetítés, Tőzsdei árfolyamok és Időjárás. Ezek közül telepítés után már alapértelmezettként be van állítva az óra, a diavetítés és az RSS hírolvasó. A Microsoft különféle kisalkalmazásokat is biztosít a felhasználóknak a Windows Live Gallery webhelyen. Itt különféle Microsoft és felhasználók által készített minialkalmazások találhatók.

## Történelme
Az Oldalsáv a Microsoft Research egyik projektjeként kezdte meg a pályafutását Sideshow néven (nem összetévesztendő a Microsoft SideShow programmal). 2000 nyarán lett kifejlesztve és először csak a Microsoft belső hálózatán használták.
Az Oldalsáv a Windows Vista "Longhorn" verziójában jelent meg először 2002 szeptemberében. Eredeti célja az volt hogy a Gyorsindítás eszköztárat váltsa fel, de ezek a tervek kudarcba fulladtak a Longhorn újrakezdésekor 2004 közepén.
A Windows Oldalsávot újraírták és a Windows Vista rendszerbe építették be 2005 második felében. Néhány kritikus és a Macintosh pártiak rámutattak, hogy az Oldalsáv nagyon is hasonlít a Konfabulator programra (ma Yahoo! Widget Engine) és a Dashboard rendszerre, amit az Apple Inc. fejlesztett ki a Mac OS X operációs rendszerbe.

### Windows 7
A Windows Sidebar át lett nevezve a Windows 7 rendszerben Desktop Gadget Gallery-re. A minialkalmazások be lettek integrálva a Windows Explorerbe, így a jelenlegi oldalsáv már nem látható.
A Windows 8-ban a Kezdőképernyő csempéivel váltották fel.

## Lásd még
- Windows Vista
- My Favorite Gadgets

## Fordítás
- Ez a szócikk részben vagy egészben  a   Windows Sidebar című angol Wikipédia-szócikk fordításán alapul.  Az eredeti cikk szerkesztőit annak laptörténete sorolja fel. Ez a jelzés csupán a megfogalmazás eredetét és a szerzői jogokat jelzi, nem szolgál a cikkben szereplő információk forrásmegjelöléseként.